# Maprounea amazonica
Maprounea amazonica är en törelväxtart som beskrevs av Hans-Joachim Esser. Maprounea amazonica ingår i släktet Maprounea och familjen törelväxter. Inga underarter finns listade i Catalogue of Life.